# Biłgoraj
Biłgoraj – kisváros Lengyelország Lublini vajdaságában. A Biłgoraji járás székhelye. 2004-ben 27 ezer lakosa volt. Közigazgatási területe 20,85 km².

## Fekvése
Lublintól 86 km-re délre, Zamośćtól 53 km-re délnyugatra fekszik a Biała Łada partján 212 m-es tengerszint feletti magasságban. Kiterjedt erdőségek (Puszcza Solska) veszik körül.

## Története
1578-ban alapította a Gorajski-család. A 17. században Mária Magdolnának szentelt ferences kolostort alapítottak itt, mely ma is működik. A kereskedővárost 1794-ben az osztrák monarchiához, 1815-ben a cári birodalomhoz csatolták. Lakosságszáma gyorsan növekedett, 1794-1914 között 2,9 ezerről 11,7 ezer főre. A 20. század elején a lakosság felét a zsidók alkották (1914-ben 11 173 főből 5595 volt zsidó nemzetiségű), ekkoriban itt élt a későbbi irodalmi Nobel-díjas Isaac Singer is (apja volt a helybeli rabbi). A második világháború kezdetén, 1939 szeptemberében Biłgoraj és környéke súlyos harcok színhelye, szeptember 11-én diverzánsok felgyújtották. 1945 után gyors fejlődésnek indult. A város 1975-1998 között a Zamośći vajdasághoz tartozott, annak legiparosodottabb városa volt.

## Gazdasága

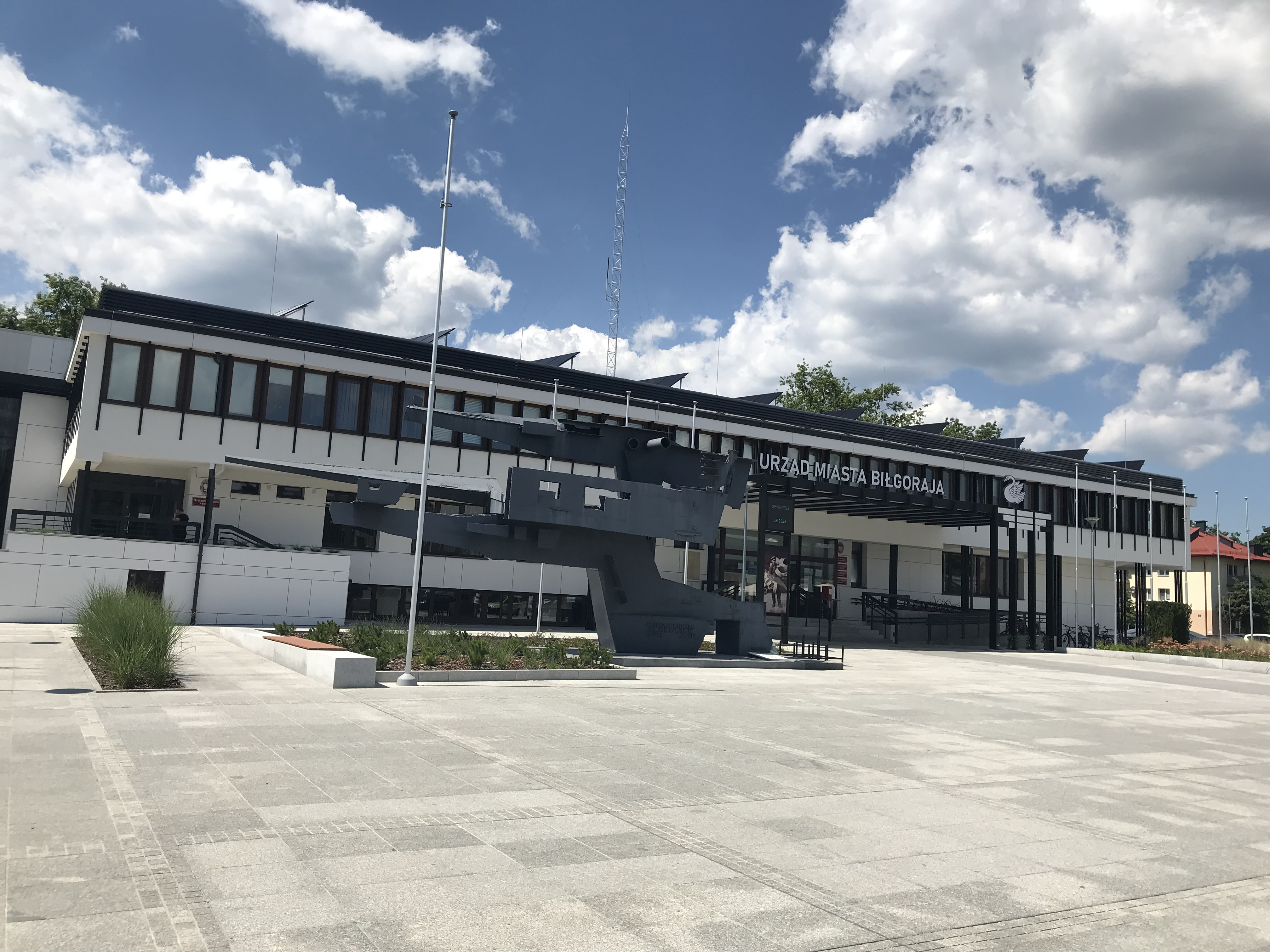
Városháza

A városban bútorgyár (Black Red White), borüzem (Ambra) és fehérneműgyár (Mewa) működik, közelében hőerőmű üzemel. A 835-ös főút Lublinnal és Sanokkal, a 858-as Zamośćcsal és Stalowa Wolával köti össze. Vasútállomás a Tarnobrzeg-Zwierzyniec vonalon.

## Nevezetességek
- A Mária Mennybemenetele-templom 1732-1755 között épült késő barokk stílusban.
- A Szt. Jerzy ortodox templom 1790-1793 között épült.
- A hagyományos szitakészítő mesterséget mutatja be a városi skanzen (Zagroda sitarska).
- A Mária Magdolna-templom az 1920-as években épült.

## Testvérvárosok[2]
- Afula, Izrael
- Bílina, Csehország
- Crailsheim, Németország
- Kelmė, Litvánia
- Novovolinszk, Ukrajna
- Stropkov, Szlovákia